# لیاندرو رموندینی
لیاندرو رموندینی (به ایتالیایی: Leandro Remondini) بازیکن فوتبال و اهل ایتالیا است که از سال ۱۹۵۰ میلادی عضو تیم ملی فوتبال ایتالیا بوده و در ۱ بازی ملی حضور داشته‌است. او در بازی‌های ملی‌اش گلی به ثمر نرساند.
لیاندرو رموندینی آخرین بازی ملی خود را در سال ۱۹۵۰ میلادی انجام داد.